# Peruphilus sanborni
Peruphilus sanborni är en mångfotingart som beskrevs av Chamberlin 1944. Peruphilus sanborni ingår i släktet Peruphilus och familjen storjordkrypare.
Artens utbredningsområde är Peru. Inga underarter finns listade i Catalogue of Life.